# 4632 Udagawa
4632 Udagawa è un asteroide della fascia principale. Scoperto nel 1987, presenta un'orbita caratterizzata da un semiasse maggiore pari a 2,2059059 UA e da un'eccentricità di 0,1730516, inclinata di 6,49045° rispetto all'eclittica.
L'asteroide è dedicato a Tetsuo Udagawa, scienziato giapponese.